# 孔子入周问礼碑
孔子入周问礼碑位于瀍河区东关大街。碑底由赑屃支撑，碑上写着“孔子入周问礼乐至此”。记录了当年在此附近孔子拜访老子问礼乐制度的历史事件。

## 历史

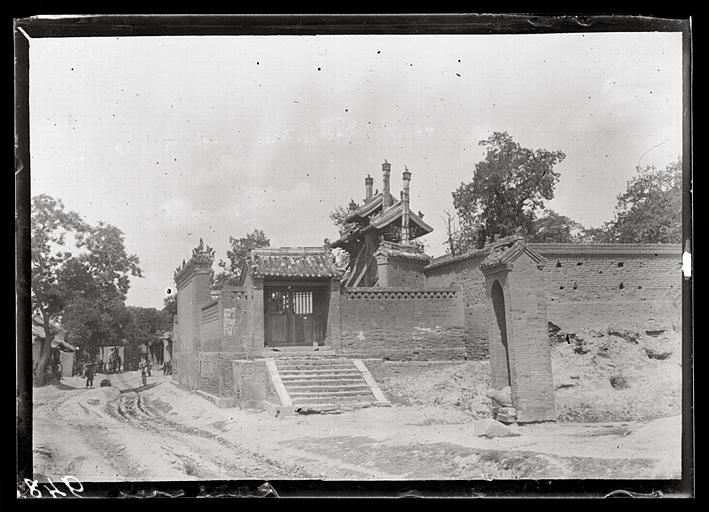
1907年的孔子入周问礼碑和洛阳县文庙

孔子入周问礼碑立于清雍正五年（公元1728年），由时任河南府尹张汉与洛阳县令郭朝鼎重修洛阳县文庙时所立。洛阳县文庙原位于城内，明万历三十四年由知县杜汝亮移建至此，曾有学圣殿、大成殿、戟门、泮池、棂星门、东斋、西庑、明伦堂、名宦祠等建筑。民国初年，洛阳县文庙建筑被拆毁，仅有孔子入周问礼碑遗存。